# کلنپسک
کلنپسک (به لهستانی:  Klępsk) یک روستا در لهستان است که در گمینا سولخوو واقع شده‌است.
 کلنپسک  ۶۰۰ نفر جمعیت دارد.